# فرودگاه ۶۵۱۸
سیارک ۶۵۱۸ (به انگلیسی: 6518 Vernon، نامگذاری:1990FR) شش هزار و پانصد و هجدهمین سیارک کشف شده‌است که در ۲۳ مارس ۱۹۹۰ کشف شد.
قدر مطلق سیارک برابر ۱۲٫۴۰ است.